# Diecezja Tacna y Moquegua
Diecezja Tacna y Moquegua (łac. Dioecesis Tacnensis et Moqueguensis) – diecezja Kościoła rzymskokatolickiego w Peru. Należy do archidiecezji Arequipa. Została erygowana 18 grudnia 1944 roku przez papieża Piusa XII bullą Nihil potius et antiquius jako diecezja Tacna, natomiast w 1992 zmieniono nazwę na Tacna y Moquegua.

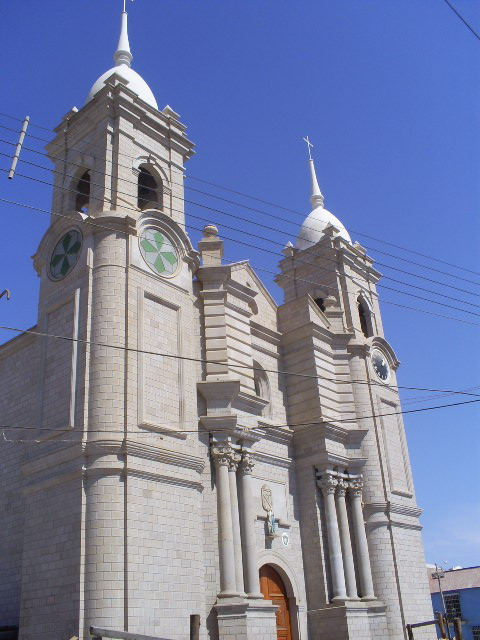
Konkatedra w Moquegua

## Ordynariusze
- Carlos Alberto Arce Masías (1945–1957)
- Alfonso Zaplana Bellizza (1957–1973)
- Oscar Rolando Cantuarias Pastor (1973–1981)
- Oscar Julio Alzamora Revoredo SM (1982–1991)
- José Hugo Garaycoa Hawkins (1991–2006)
- Marco Antonio Cortez Lara (od 2006)